# Paramaribo
Paramaribo (lidově Par′bo) je hlavní město Surinamu. Leží na řece Surinam, asi 15 km od pobřeží Atlantského oceánu. V současnosti v něm žije přibližně 224 tisíc obyvatel. Ve městě sídlí prezident, rada ministrů (vláda) a jednokomorové národní shromáždění.
Historické centrum města bylo v roce 2002 zapsáno na seznam Světového dědictví UNESCO.

## Paramaribo v literatuře
V roce 2004 vyšel v Nizozemsku „dokumentární román“ Annejet van der Zijlové Sonny Boy. Na základě archivních materiálu a doložených svědectví rekonstruuje neobyčejný příběh Waldemara z Paramariba a Riky z Haagu, kteří za druhé světové války ukrývali Židy. Román získal v roce 2006 literární cenu Witte (Littéraire Witte Prijs), udělovanou od roku 1975 jednou za 2 roky knize haagského autora nebo knize s haagskou tematikou. Sonny Boy byl přeložen do mnoha jazyků a v roce 2010 vyšel v nakladatelství Barrister & Principal také česky.

## Fotogalerie

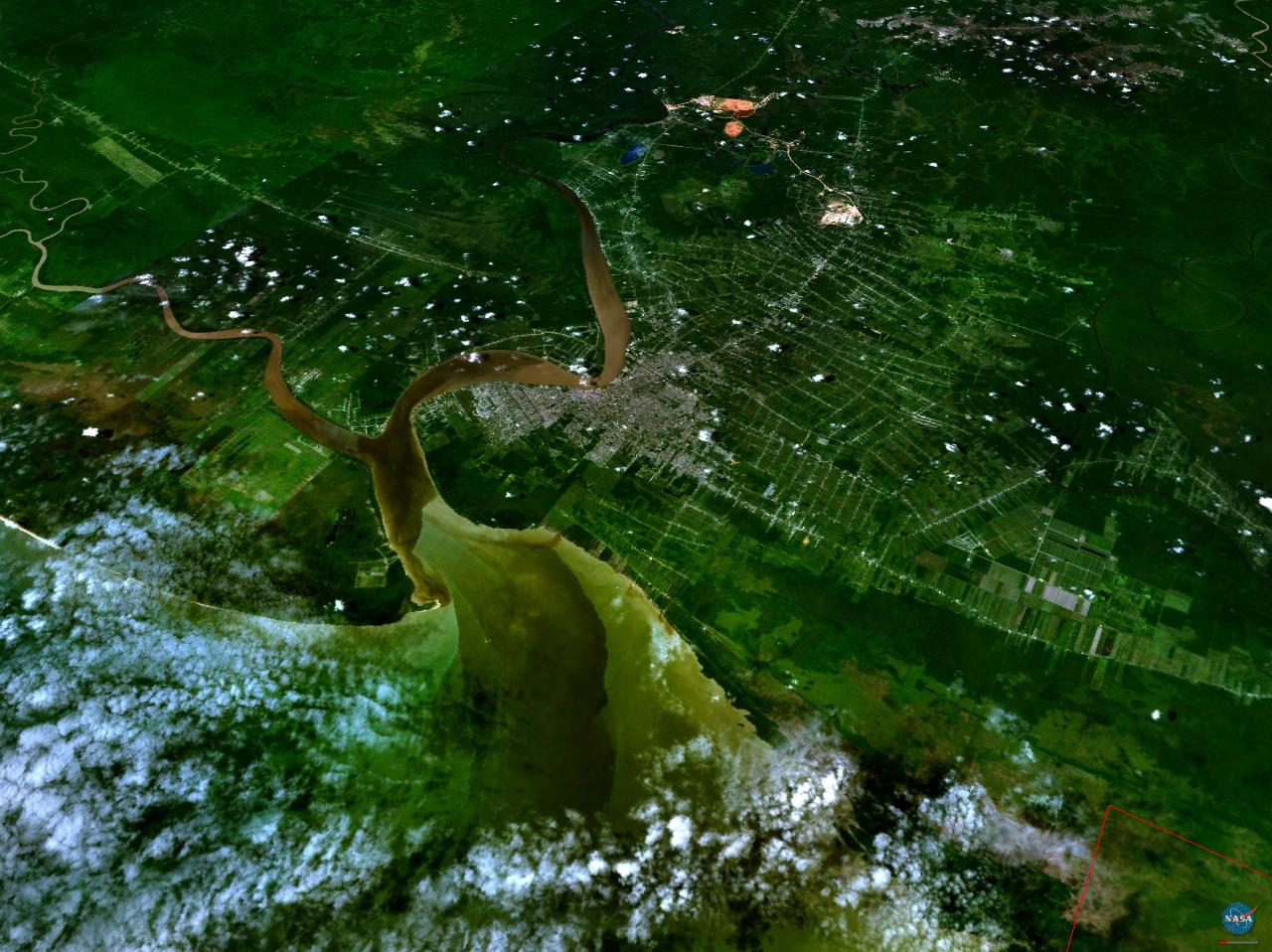
letecký snímek města
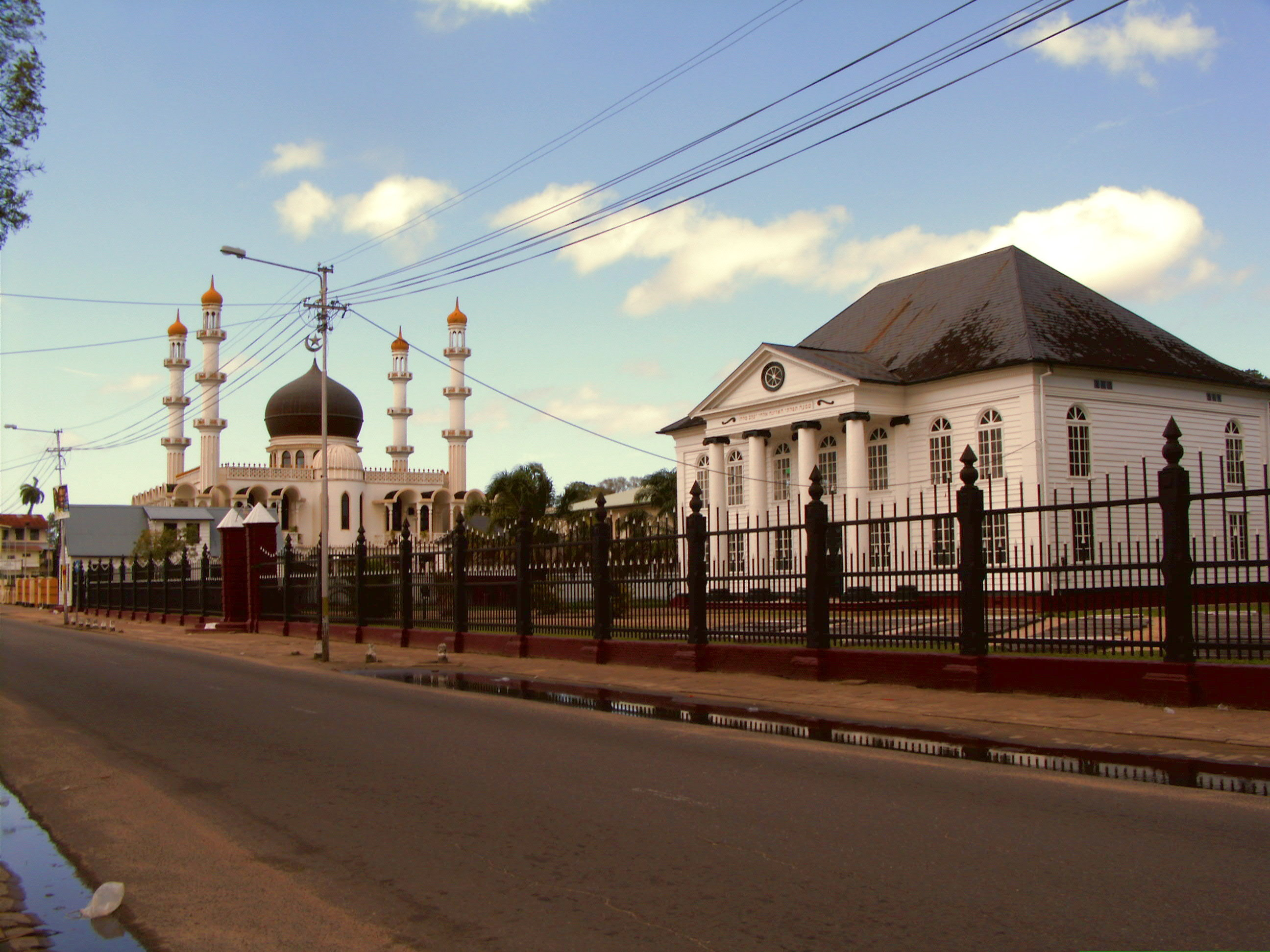
zdejší mešita a synagoga vedle sebe
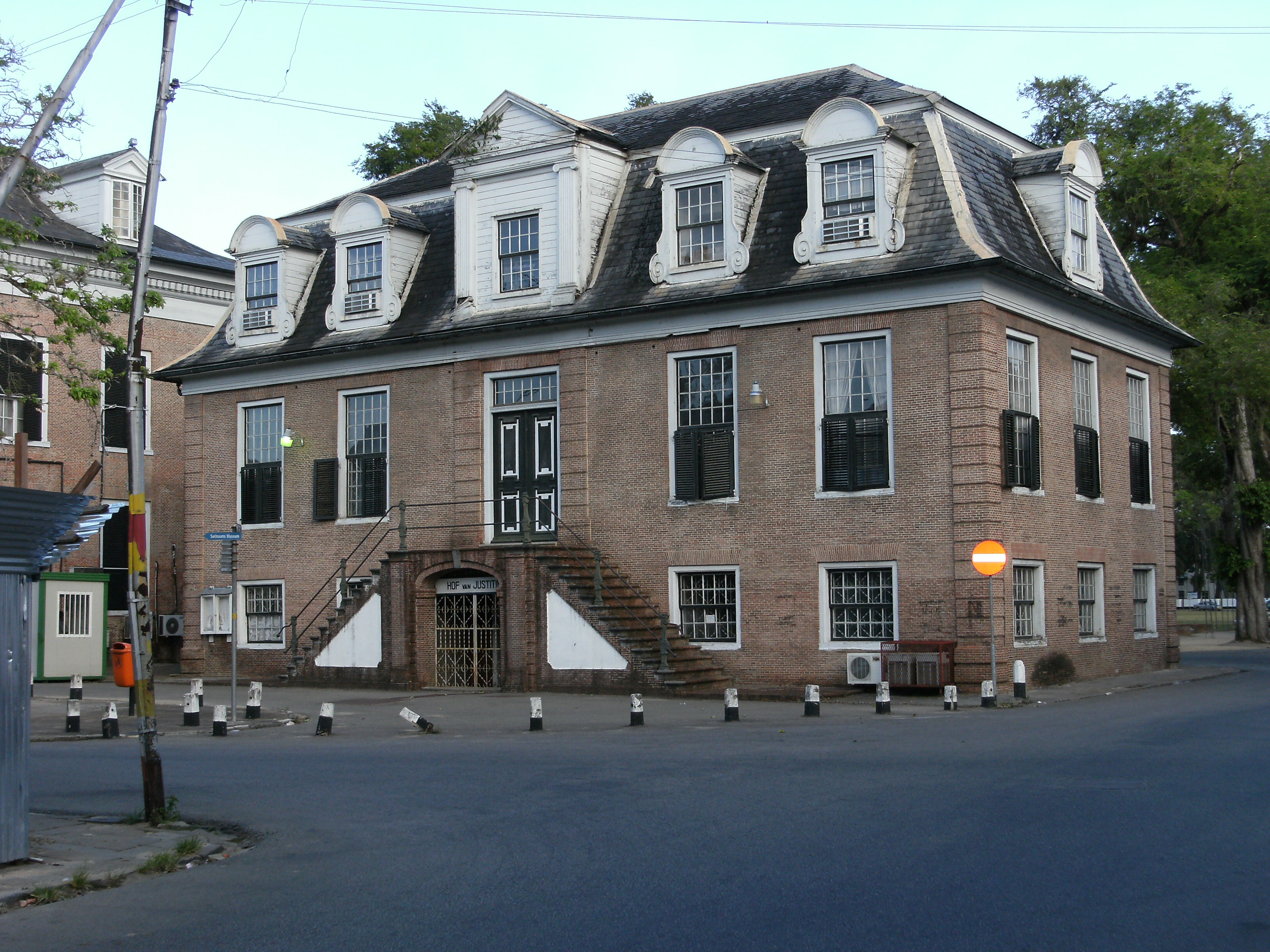
bývalá budova soudu
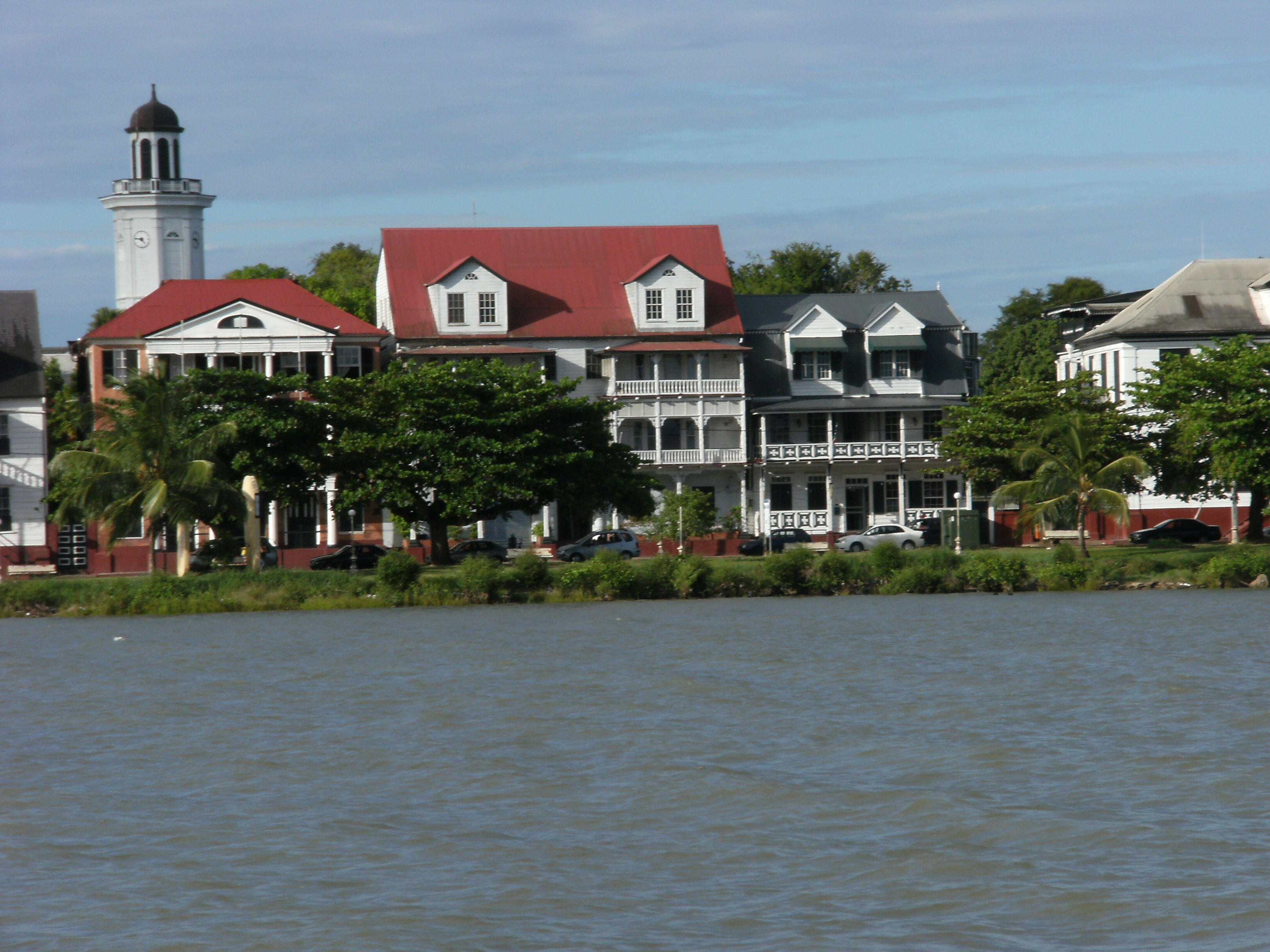
Historická zástavba

## Partnerská města
- Chang-čou, Čína
- Willemstad, Curaçao